# Первомайский район (Минск)
Первомайский район (бел. Першамайскі раён) — один из 9 районов города Минска Республики Беларусь.
Площадь — 33 км², численность населения — 232 683 человек (2022).

## История

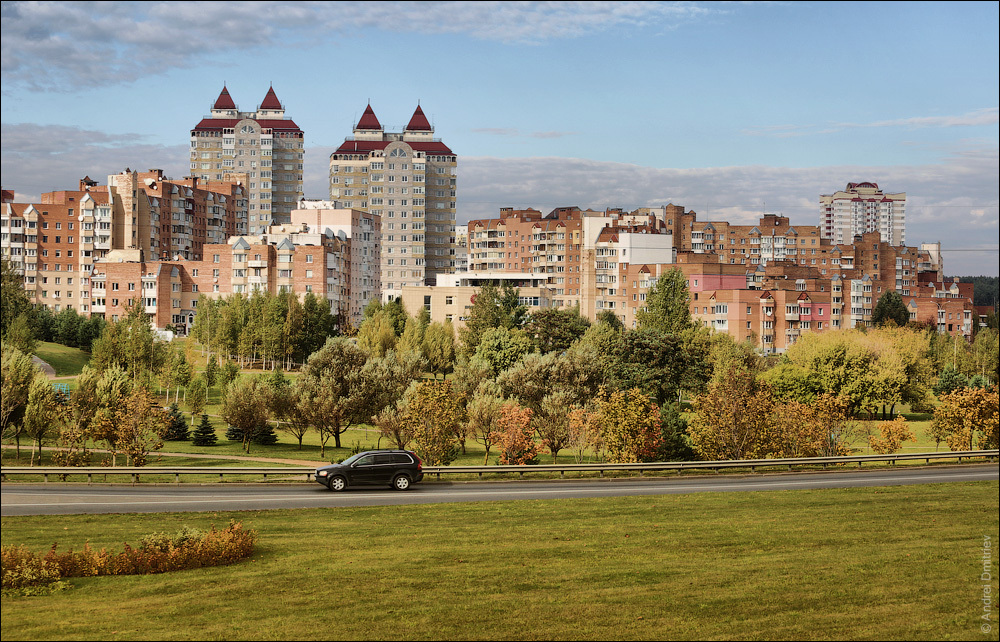
Застройка микрорайона Уручье (2014)

25 июня 1969 года Президиум Верховного Совета БССР утвердил Постановление о создании Первомайского района Минска из части земель Заводского, Ленинского и Советского районов города. На месте деревни Зеленовка были созданы улицы Тикоцкого и Карбышева. На месте деревень Большая и Малая Слепня, которые издавна принадлежали Ваньковичам, возведён торговый центр «Вереск» в микрорайоне Зелёный Луг. Одновременно в 1969—1975 годах возводился микрорайон Восток. В 1977 году Совет народных депутатов Минской области утвердил Постановление о передаче посёлка Уручье из состава Зеленолугского сельсовета в состав Минска. В 1978 году микрорайон Уручье расширили за счёт деревень Михайлово и Медвежино. В 2010—2017 годах в районе Национальной библиотеки был построен жилой комплекс «Маяк Минска» общей площадью около 1 млн м² жилья.

## Площадь и население
Территория района — 3,3 тыс. га, в том числе около 500 га зелёных насаждений (15,2 % от общей территории), 10 га водной поверхности (0,3 %). Численность населения на 1 января 2022 года составляет 232 683 человек (11,7 % от общего населения Минска), плотность населения — 7 051 чел./км² (в 1,2 раза больше, чем средняя по Минску).
| Численность населения (по годам) | Численность населения (по годам) | Численность населения (по годам) | Численность населения (по годам) | Численность населения (по годам) | Численность населения (по годам) | Численность населения (по годам) | Численность населения (по годам) | Численность населения (по годам) | Численность населения (по годам) |
| 1996                             | 2000                             | 2001                             | 2002                             | 2003                             | 2004                             | 2005                             | 2006                             | 2007                             | 2008                             |
| -------------------------------- | -------------------------------- | -------------------------------- | -------------------------------- | -------------------------------- | -------------------------------- | -------------------------------- | -------------------------------- | -------------------------------- | -------------------------------- |
| 204 900                          | ▲208 684                         | ▲210 053                         | ▲210 459                         | ▲210 664                         | ▲210 937                         | ▲211 529                         | ▲211 865                         | ▲213 264                         | ▲214 306                         |
| 2009                             | 2010                             | 2011                             | 2012                             | 2013                             | 2014                             | 2015                             | 2016                             | 2017                             | 2018                             |
| ▼213 661                         | ▲214 093                         | ▲214 762                         | ▲216 053                         | ▲217 731                         | ▲220 109                         | ▲221 921                         | ▲223 412                         | ▲227 284                         | ▲228 899                         |
| 2019                             | 2020                             | 2021                             | 2022                             |                                  |                                  |                                  |                                  |                                  |                                  |
| ▲233 241                         | ▲238 010                         | ▼236 693                         | ▼232 683                         |                                  |                                  |                                  |                                  |                                  |                                  |

### Национальный состав
| Национальный состав (переписи 2009, 2019 гг.) | Национальный состав (переписи 2009, 2019 гг.) | Национальный состав (переписи 2009, 2019 гг.) | Национальный состав (переписи 2009, 2019 гг.) | Национальный состав (переписи 2009, 2019 гг.) | Национальный состав (переписи 2009, 2019 гг.) | Национальный состав (переписи 2009, 2019 гг.) | Национальный состав (переписи 2009, 2019 гг.) | Национальный состав (переписи 2009, 2019 гг.) | Национальный состав (переписи 2009, 2019 гг.) | Национальный состав (переписи 2009, 2019 гг.) | Национальный состав (переписи 2009, 2019 гг.) |
| Год                                           | Всего                                         | белорусы                                      | белорусы                                      | русские                                       | русские                                       | поляки                                        | поляки                                        | украинцы                                      | украинцы                                      | евреи                                         | евреи                                         |
| --------------------------------------------- | --------------------------------------------- | --------------------------------------------- | --------------------------------------------- | --------------------------------------------- | --------------------------------------------- | --------------------------------------------- | --------------------------------------------- | --------------------------------------------- | --------------------------------------------- | --------------------------------------------- | --------------------------------------------- |
| 2009                                          | 213 985                                       | 157 466                                       | 73,59 %                                       | 28 903                                        | 13,51 %                                       | 1 522                                         | 0,71 %                                        | 4 488                                         | 2,1 %                                         | 785                                           | 0,37 %                                        |
| 2019                                          | 237 412                                       | 199 910                                       | 84,2 %                                        | 22 871                                        | 9,63 %                                        | 2 232                                         | 0,94 %                                        | 5 088                                         | 2,14 %                                        | 789                                           | 0,33 %                                        |

## Границы
Расположен район в северо-восточной части города между улицей Якуба Коласа и массивами Ботанического сада и парка им. Челюскинцев.

## Основные магистрали
- проспект Независимости (бел. праспект Незалежнасці)
- улица Якуба Коласа (бел. вуліца Якуба Коласа)
- улица Калиновского (бел. вуліца Каліноўскага)
- улица Волгоградская (бел. вуліца Валгаградская)
- улица Академическая (бел. вуліца Акадэмічная)
- Логойский тракт (бел. Лагойскі тракт).

## Предприятия
На территории района 12 промышленных предприятий, в том числе часовой завод, маргариновый завод, завод «Термопласт», предприятие БелОМО (завод им. Вавилова); Национальная академия наук, 17 НИИ, 10 проектных организаций, 7 конструкторских бюро, киностудия «Беларусьфильм».

## Достопримечательности
Здесь же расположено новое здание Национальной библиотеки и Детская железная дорога.

## Образование
На территории района разместились:
- Белорусский государственный аграрный технический университет
- Белорусская государственная академия искусств
- Корпуса Белорусского национального технического университета
  - Лицей Белорусского национального технического университета
- Корпус Белорусского государственного университета
- Белорусская медицинская академия последипломного образования
- Центр олимпийской подготовки по лёгкой атлетике
- Минский государственный художественный колледж имени А. К. Глебова
- Гимназия-колледж искусств имени И. О. Ахремчика
- Значительная часть Детской железной дороги имени К. С. Заслонова
- Республиканский центр экологии и краеведения
- Республиканский центр инновационного и технического творчества
- Минская школа киноискусства
- Центр дополнительного образования детей и молодежи «АРТ» г. Минска
- Минский государственный колледж торговли и коммерции
- Белорусский Парк высоких технологий (в микрорайоне Уручье)

## Памятники
В Первомайском районе установлены памятники М. И. Калинину (1978), Бюст трижды Героя Социалистического Труда Я. Б. Зельдовича (1978), обелиск на братской могиле жертв фашизма, находятся братские могилы воинов Советской армии, партизан и мирных жителей, Мемориальная доска Музей валунов.

## Жилые районы
Район включает в себя жилые микрорайоны — Волгоградская, Восток, Зелёный Луг (половину микрорайона), Озерище, Уручье, Великий Лес.

## Транспорт
Первомайский район занимает первое место среди районов Минска по обхвату метрополитена. Через район проходит Московская линия со станциями: «Академия наук», «Парк Челюскинцев», «Московская», «Восток», «Борисовский тракт», «Уручье».
В будущем будет построенная конечная станция Зелёнолужской (Третьей) линии: Логойская (или Зелёный Луг). Станция будет открыта к 2030-м годам.

## Парки, сады, бульвары, леса
- Парк Челюскинцев
- Центральный ботанический сад Национальной академии наук Беларуси
- Севастопольский парк
- Полоцкий парк
- Парк Писателей
- Парк Уручье
- Лесопарк Уручье
- Лесопарк Зелёный Луг
- Бульвар Толбухина
- Музей валунов
- Лес